# Marköbel

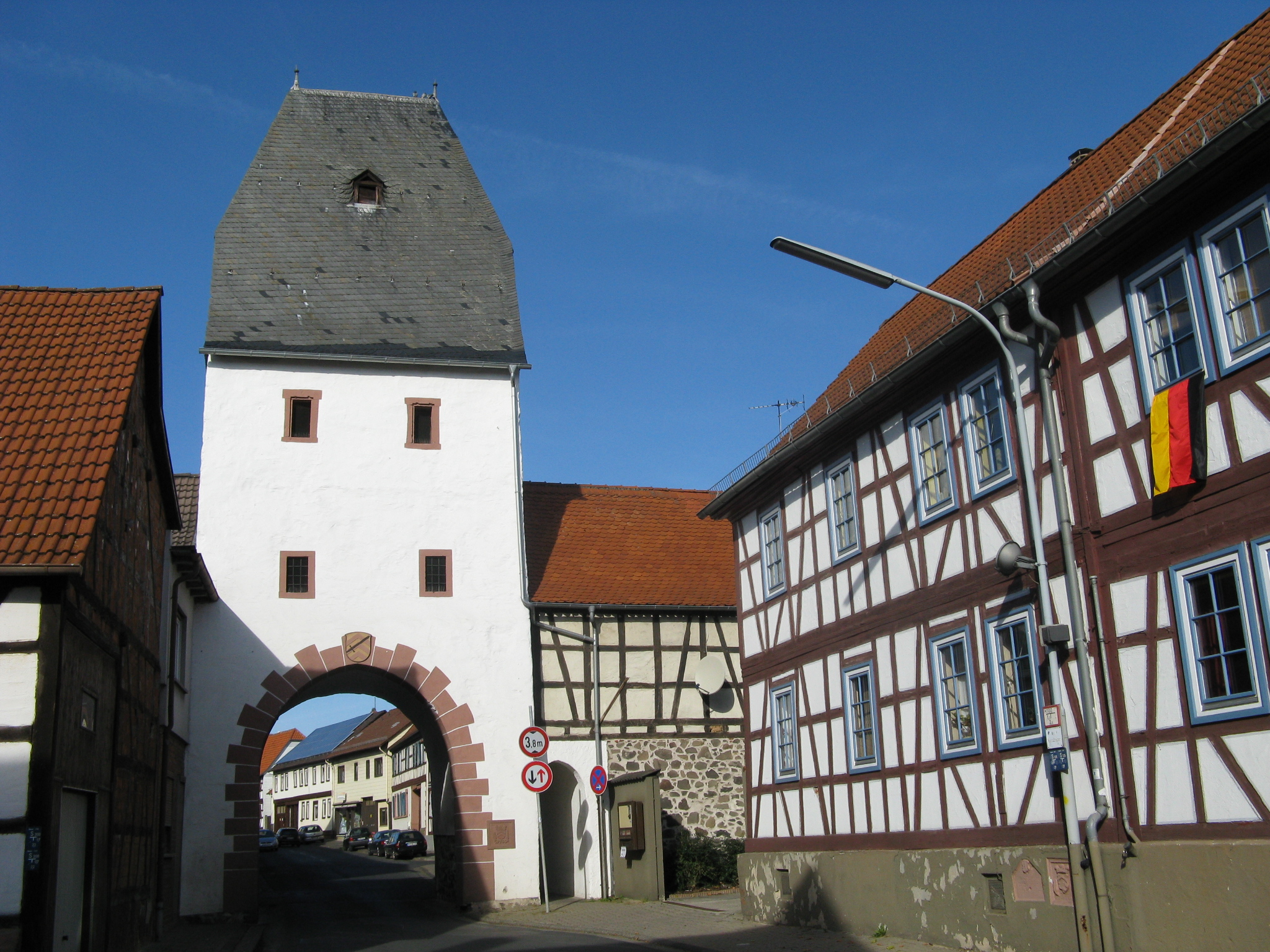
Das Untertor

Marköbel ist ein Ortsteil der Gemeinde Hammersbach im hessischen Main-Kinzig-Kreis.

## Geografie

### Lage
Marköbel liegt im Ronneburger Hügelland am Hammersbach auf einer Höhe von 135 Metern über NHN, etwa 10,5 km nordöstlich von Hanau.
Zum Ort gehören der Weiler Hirzbacherhöfe und die Staatsdomäne Baiersröderhof.

### Nachbarorte
|                | Langen-Bergheim                             |             |
| Hirzbacherhöfe | Kompassrose, die auf Nachbargemeinden zeigt | Hüttengesäß |
|                | Neuberg (Hessen)                            |             |

## Geschichte

### Römerzeit

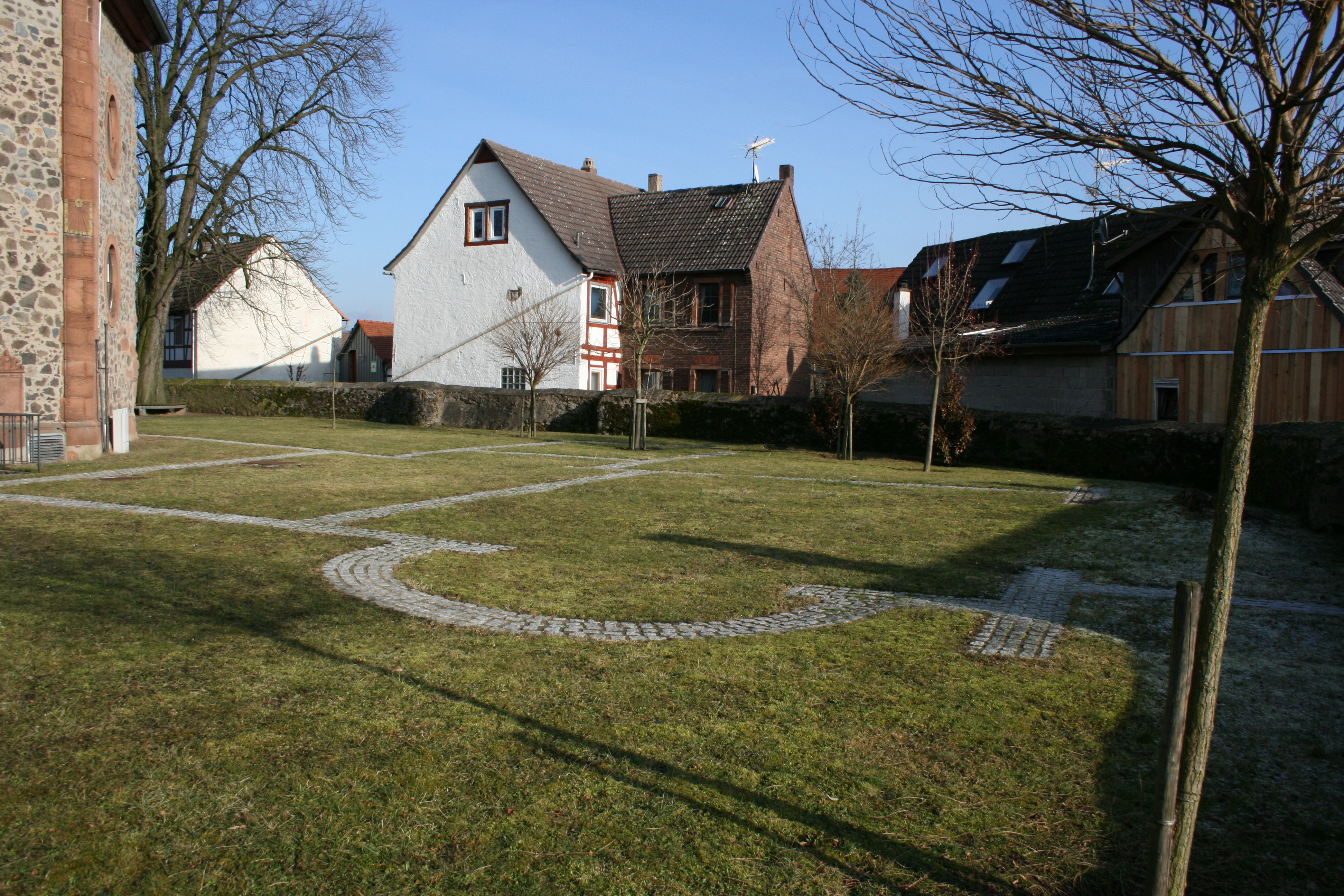
Die markierte Lage des Kastellbades

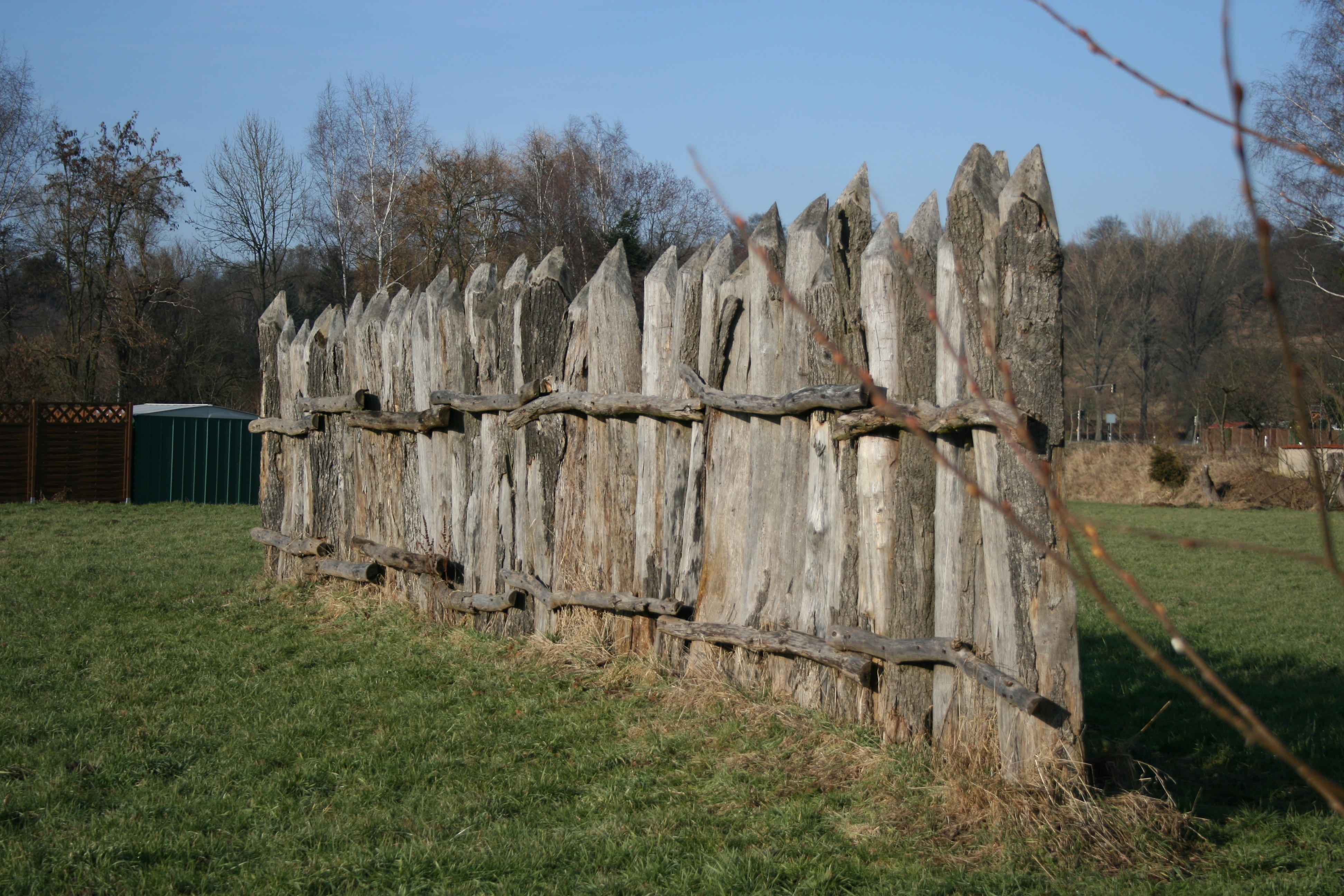
Rekonstruierte Palisade am Kastell

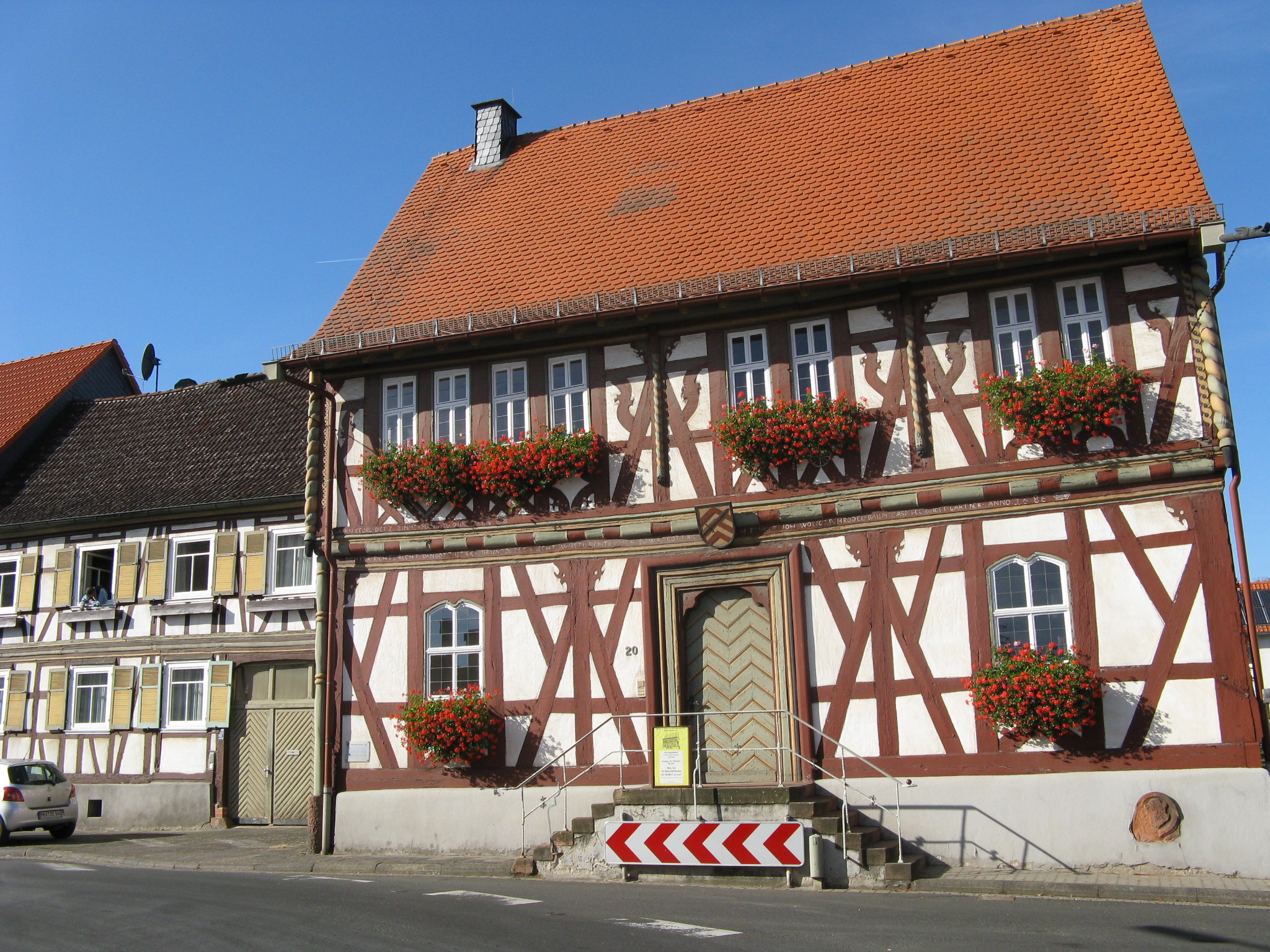
Das historische Rathaus

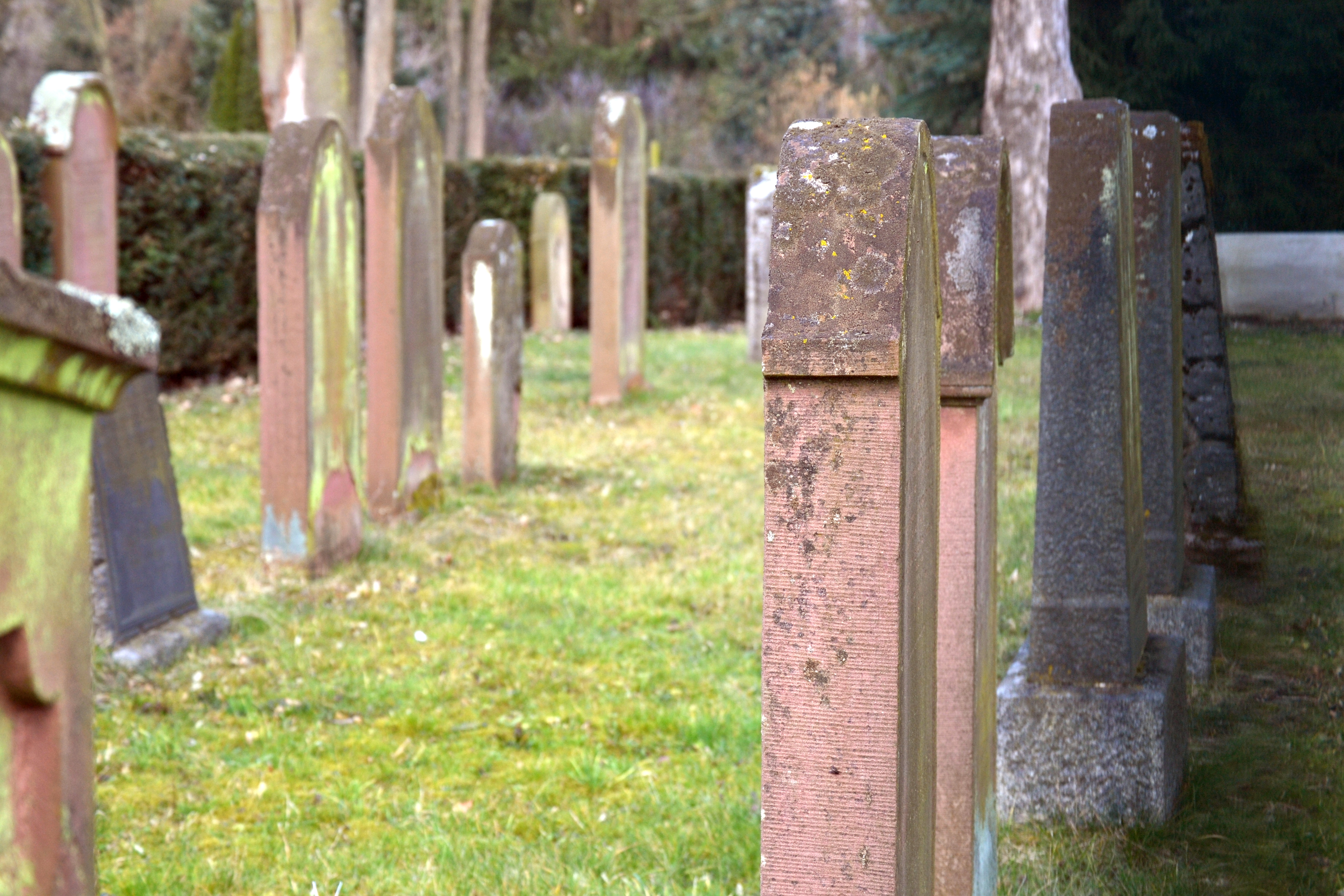
Jüdischer Friedhof

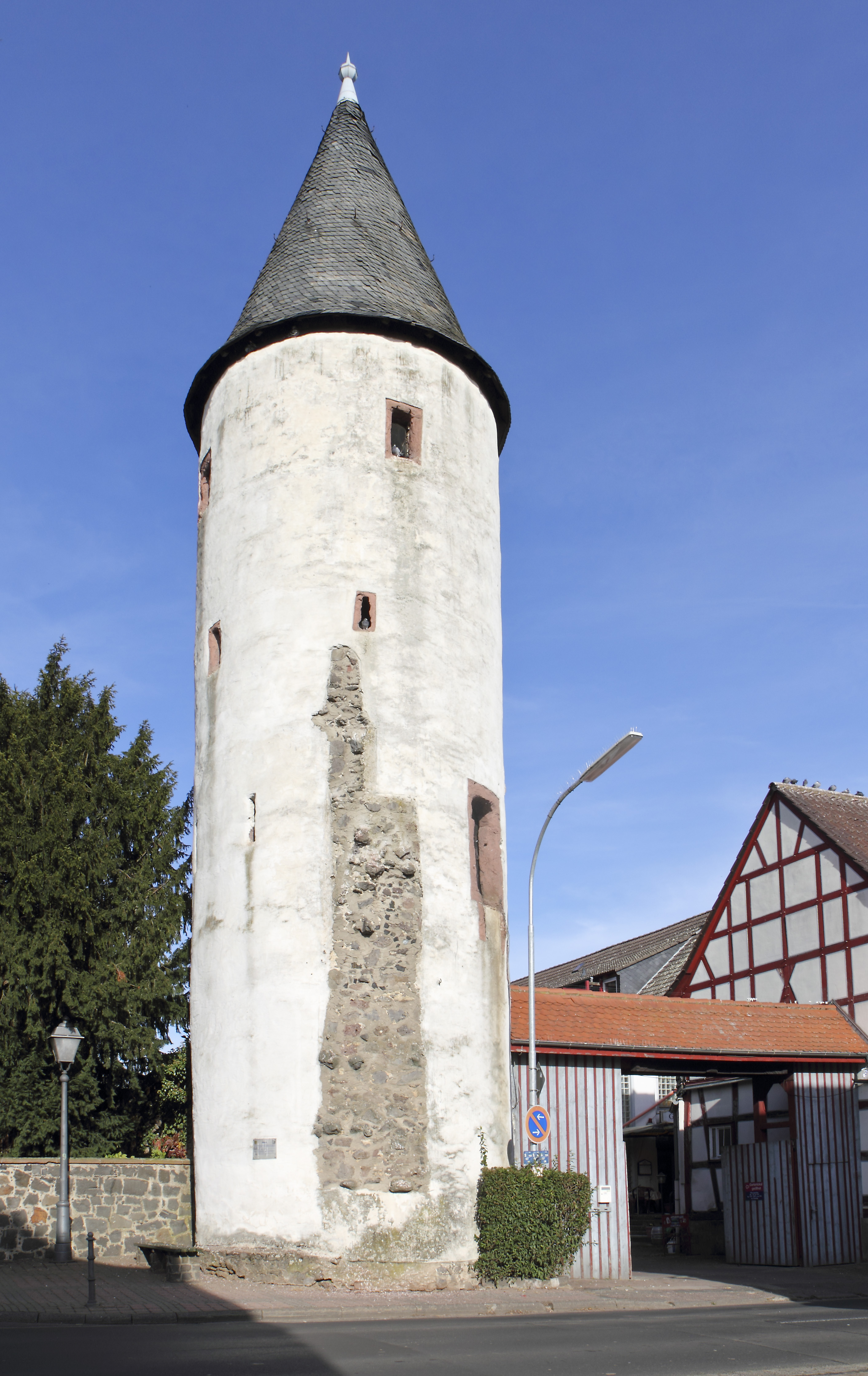
Das Obertor

Auf dem Gebiet der Ortschaft befand sich ein römisches Kastell, das zur Anlage des Obergermanisch-Raetischen Limes gehörte. Dieses wurde ergänzt durch ein Kastellbad und eine Zivilsiedlung („Vicus“).

### Mittelalter
Die älteste erhaltene Erwähnung des Ortes befindet sich in einer Urkunde aus dem Jahr 839. In ihr  übertrug Kaiser Ludwig der Fromme seinem Getreuen Eckhart Besitz und Hörige zu Marköbel zu Eigen, die dessen Vater zuvor als kaiserliches Lehen besessen hatte. 1220 verlegte König Friedrich II. den Markt von Marköbel nach Gelnhausen.
Im späten Mittelalter gehörte Marköbel zum Amt Windecken der Herrschaft und ab 1429 Grafschaft Hanau, nach der Landesteilung von 1458 zur Grafschaft Hanau-Münzenberg.
1368 erhielt Ulrich III.  von Hanau von Kaiser Karl IV. ein Privileg, in der er dem Ort die Freiheiten und Rechte der Stadt Hanau verlieh. So besaß Marköbel auch ein so genanntes „Spilhus“, das als Rathaus und Versammlungsort diente.
1298 wurde eine Kirche für den Ort bezeugt, die einen eigenen Pfarrer hatte, für 1338 ist dann auch eine Pfarrei belegt. Sie gehörte zum Erzbistum Mainz. Kirchliche Mittelbehörden waren das Landkapitel Roßdorf und das Archidiakonat des Propstes der Kirche St. Maria ad Gradus in Mainz. Das Patronat der Kirche lag 1298 zu 2/3 bei den Herren von Falkenstein, zu 1/3 bei den Herren von Hanau. 1490 gehen die 2/3 falkensteinischer Anteil an Isenburg-Büdingen über, 1511 an Isenburg-Birstein.

### Historische Namensformen
In erhaltenen Urkunden wurde Marköbel unter den folgenden Namen erwähnt (in Klammern das Jahr der Erwähnung):
- Cavilla (839)
- Kebella (1057)
- Kebeln (1220)
- Markivele (1272)
- Margkebel (1289)
- Markebel (1289)

### Neuzeit

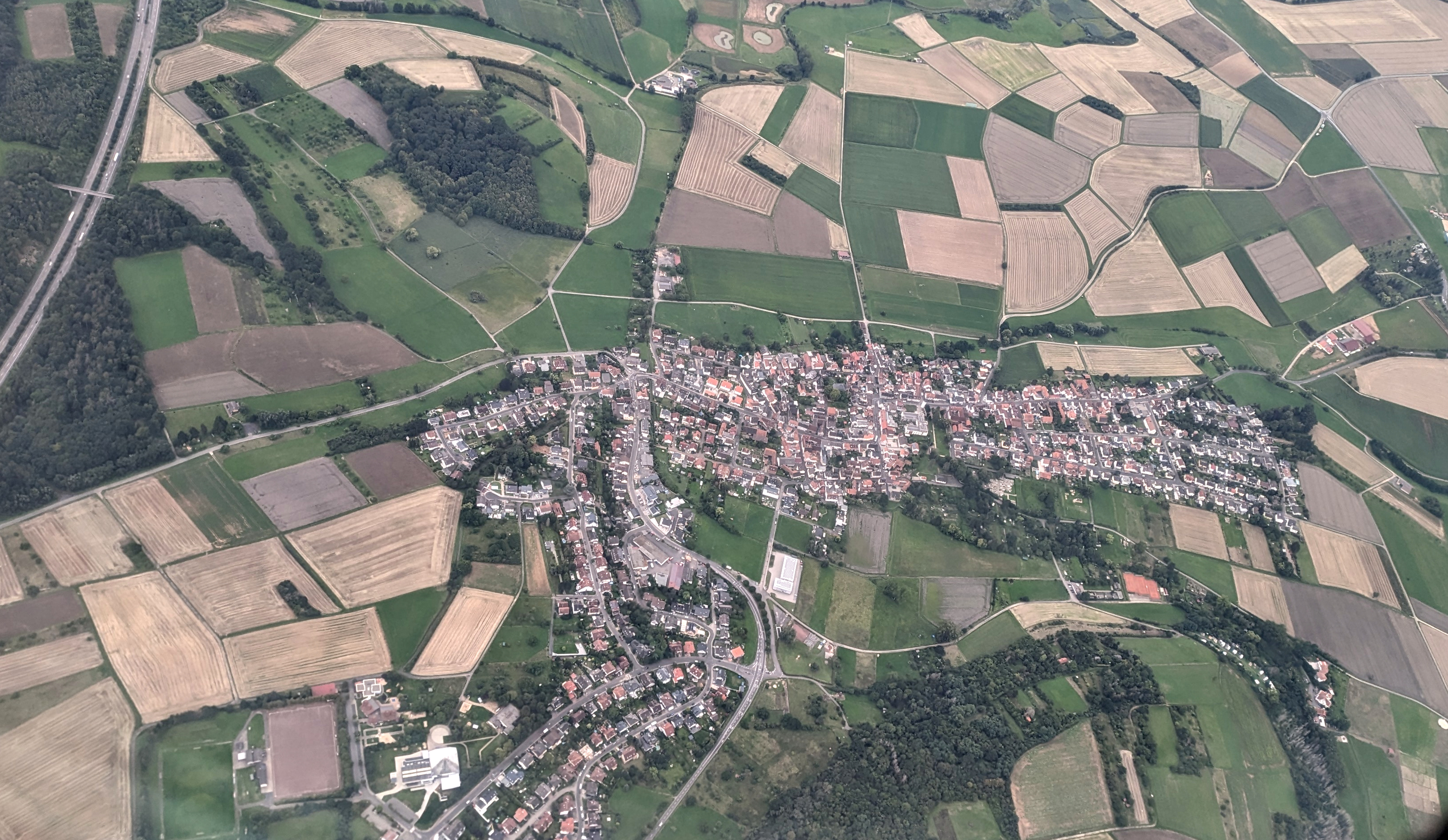
Luftbild von Marköbel

In der Grafschaft Hanau-Münzenberg wurde Mitte des 16. Jahrhunderts nach und nach die Reformation eingeführt, zunächst im lutherischen Sinn. In einer „zweiten Reformation“ wurde die Konfession der Grafschaft Hanau-Münzenberg erneut gewechselt: Graf Philipp Ludwig II. verfolgte ab 1597 eine entschieden reformierte Kirchenpolitik. Er machte vom Jus reformandi, seinem Recht als Landesherr Gebrauch, die Konfession seiner Untertanen zu bestimmen und setzte dies für die Grafschaft weitgehend als verbindlich durch. Die protestantische Pfarrei gehörte zur Klasse (Dekanat) Windecken und sie schloss auch die Einwohner der Hirzbacherhöfe und Baiersröder Höfe ein.
Nach dem Dreißigjährigen Krieg wurde das heutige historische Rathaus gebaut. Hier war der Sitz des Gerichts. 1741 wurde die evangelische Kirche von dem Baumeister Christian Ludwig Hermann über einem Vorgängerbau errichtet, der wiederum das römische Kastellbad teilweise mit einbezog. Die Untermühle, die Wolfsmühle und die Riedmühle befanden sich innerhalb der Ortslage. Außerhalb lag die Obermühle.
Mit dem Tod des letzten Hanauer Grafen, Johann Reinhard III., 1736, fiel Marköbel – zusammen mit der ganzen Grafschaft Hanau-Münzenberg – an die Landgrafschaft Hessen-Kassel, aus der Anfang des 19. Jahrhunderts das Kurfürstentum Hessen hervorging. Während der napoleonischen Zeit stand Marköbel ab 1806 unter französischer Militärverwaltung, gehörte 1807–1810 zum Fürstentum Hanau und dann von 1810 bis 1813 zum Großherzogtum Frankfurt, Departement Hanau. Anschließend fiel es wieder an das Kurfürstentum Hessen zurück. In der Verwaltungsreform des Kurfürstentums Hessen von 1821, im Rahmen derer Kurhessen in vier Provinzen und 22 Kreise eingeteilt wurde, kam Marköbel zum neu gebildeten Landkreis Hanau. 1835 richtete die jüdische Gemeinde Marköbels einen jüdischen Friedhof ein, der bis 1937 benutzt wurde.
1866 wurde das Kurfürstentum – und damit auch Marköbel – nach dem Deutsch-Österreichischen Krieg von Preußen annektiert. Nach dem Zweiten Weltkrieg gehörte Marköbel zum Land Hessen.
Im Zuge der Gebietsreform in Hessen wurde am 31. Dezember 1970, durch den freiwilligen Zusammenschluss der Gemeinden Langen-Bergheim aus dem Landkreis Büdingen und Marköbel mit Hirzbach und der Staatsdomäne Baiersröderhof aus dem Landkreis Hanau, die Gemeinde „Hammersbach“ im Landkreis Hanau gebildet.

### Bevölkerung

#### Einwohnerentwicklung
Quelle: Historisches Ortslexikon
| • 1632: | 091 Familien, davon 4 jüdische Familien                  |
| • 1707: | 0088 Familien                                            |
| • 1753: | 0136 Haushaltungen und 8 Juden mit zusammen 639 Personen |
| • 1812: | 0156 Feuerstellen, 830 Seelen                            |

| Marköbel: Einwohnerzahlen von 1753 bis 1970 | Marköbel: Einwohnerzahlen von 1753 bis 1970 | Marköbel: Einwohnerzahlen von 1753 bis 1970 | Marköbel: Einwohnerzahlen von 1753 bis 1970 | Marköbel: Einwohnerzahlen von 1753 bis 1970 |
| --- | ------------------------------------------- | ------------------------------------------- | ------------------------------------------- | ------------------------------------------- |
| Jahr |                                             |                                             |                                             | Einwohner                                   |
| 1753 | 1753                                        |                                             | 639                                         | 639                                         |
| 1812 | 1812                                        |                                             | 830                                         | 830                                         |
| 1834 | 1834                                        |                                             | 1.187                                       | 1.187                                       |
| 1840 | 1840                                        |                                             | 1.214                                       | 1.214                                       |
| 1846 | 1846                                        |                                             | 1.299                                       | 1.299                                       |
| 1852 | 1852                                        |                                             | 1.159                                       | 1.159                                       |
| 1858 | 1858                                        |                                             | 1.089                                       | 1.089                                       |
| 1864 | 1864                                        |                                             | 1.093                                       | 1.093                                       |
| 1871 | 1871                                        |                                             | 1.127                                       | 1.127                                       |
| 1875 | 1875                                        |                                             | 1.107                                       | 1.107                                       |
| 1885 | 1885                                        |                                             | 1.190                                       | 1.190                                       |
| 1895 | 1895                                        |                                             | 1.281                                       | 1.281                                       |
| 1905 | 1905                                        |                                             | 1.310                                       | 1.310                                       |
| 1910 | 1910                                        |                                             | 1.318                                       | 1.318                                       |
| 1925 | 1925                                        |                                             | 1.374                                       | 1.374                                       |
| 1939 | 1939                                        |                                             | 1.353                                       | 1.353                                       |
| 1946 | 1946                                        |                                             | 1.958                                       | 1.958                                       |
| 1950 | 1950                                        |                                             | 1.847                                       | 1.847                                       |
| 1956 | 1956                                        |                                             | 1.620                                       | 1.620                                       |
| 1961 | 1961                                        |                                             | 1.587                                       | 1.587                                       |
| 1967 | 1967                                        |                                             | 1.638                                       | 1.638                                       |
| 1970 | 1970                                        |                                             | 1.683                                       | 1.683                                       |
| Datenquelle: Historisches Gemeindeverzeichnis für Hessen: Die Bevölkerung der Gemeinden 1834 bis 1967. Wiesbaden: Hessisches Statistisches Landesamt, 1968. Weitere Quellen: |                                             |                                             |                                             |                                             |

#### Historische Religionszugehörigkeit
Quelle: Historisches Ortslexikon
| • 1885: | 1053 evangelische (= 90,62 %), drei katholische (= 0,26 %), 15 andere Christen (= 1,29 %), 91 jüdische (= 7,83 %) Einwohner |
| • 1961: | 1411 evangelische (= 88,91 %), 162 römisch-katholische (= 10,21 %) Einwohner                                                |

### Kirche
Die alte Marköbeler evangelische Kirche überstand die Zerstörung von Marköbel im Dreißigjährigen Krieg. Sie wurde wegen starker Bauschäden 1741/1742 durch einen Neubau am alten Turm ersetzt; dieser wurde in der Form einer Querkirche errichtet.

## Infrastruktur

### Verkehr
Im Ort treffen sich die Landesstraßen L3009 und L3195. Am Ortsrand verläuft die Bundesautobahn 45, deren Auffahrt 40 (Hammersbach) über die L3195 drei Kilometer entfernt ist.
Den öffentlichen Personennahverkehr stellt die  KreisVerkehrsGesellschaft Main-Kinzig (KVG) im Rahmen des Rhein-Main-Verkehrsverbundes sicher.

### Radfernwege
Der Deutsche Limes-Radweg führt durch den Ort. Dieser folgt dem Obergermanisch-Raetischen Limes über 818 km von Bad Hönningen am Rhein nach Regensburg an der Donau.

## Persönlichkeiten
- Martin Stroh (1776–1853), Bürgermeister und Mitglied der konstituierenden kurhessischen Ständeversammlung
- Martin Stroh (1809–1877), Bürgermeister und Mitglied der kurhessischen Ständeversammlung
- Wilhelm Johann Stroh (1837–1905), Landwirt, Bürgermeister von Marköbel und Mitglied des Deutschen Reichstags